# Munca forțată a germanilor în Uniunea Sovietică

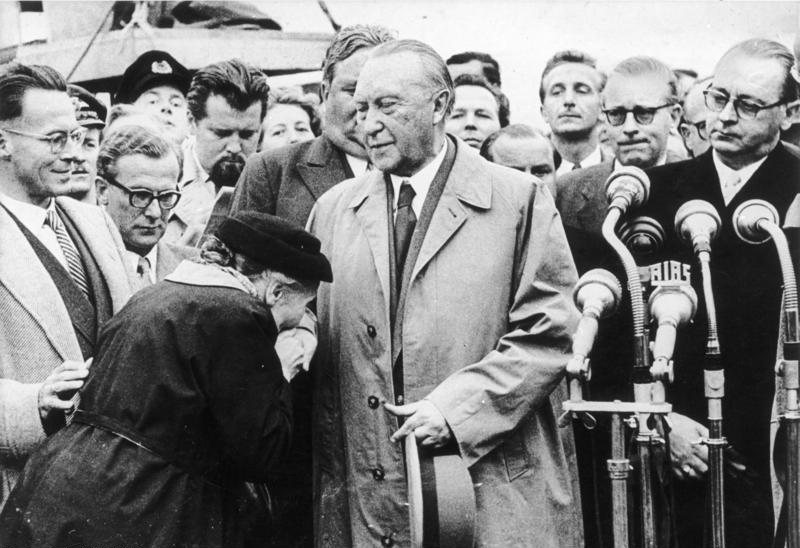
Mama unui prizonier de război internat în URSS îi mulțumește lui Konrad Adenauer la întoarcerea acestuia de la Moscova (14 septembrie 1955). Adenauer reușise să încheie negocieri pentru repatrierea, până la sfârșitul acelui an, a 15.000 de civili și prizonieri de război germani.

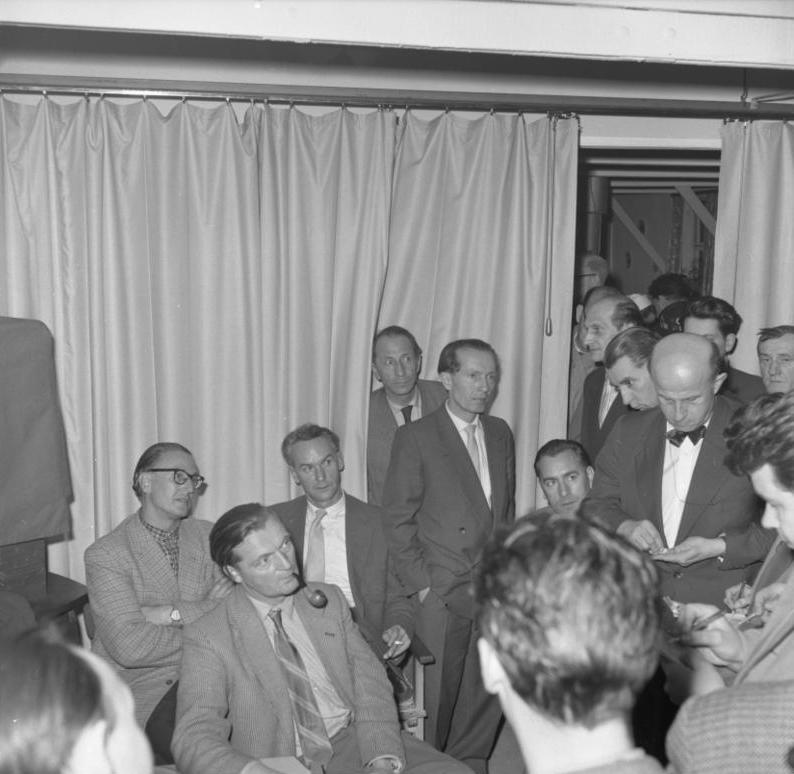
Oamenii de știința germani repatriați din Suhumi, februarie 1958.

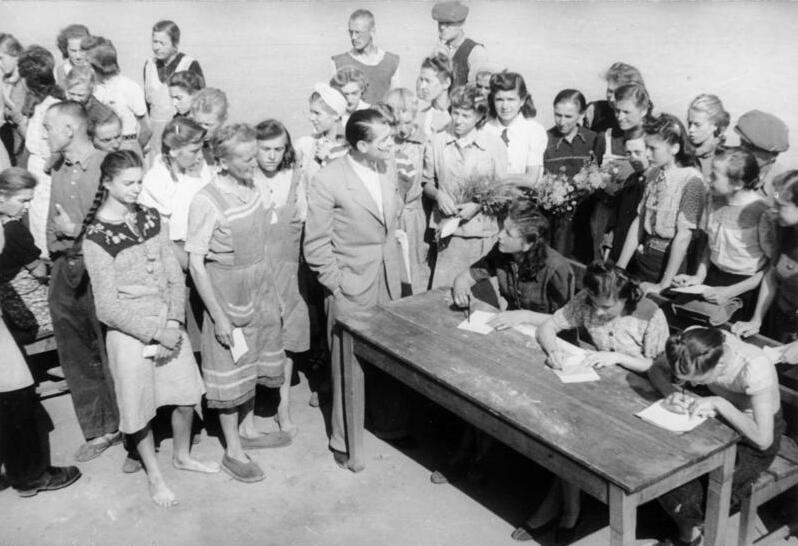
Femei și fete germane eliberate din captivitatea sovietică au stat în carantină 14 zile într-o tabără de demobilizați înainte de a pleca în cele din urmă acasă (august 1947).

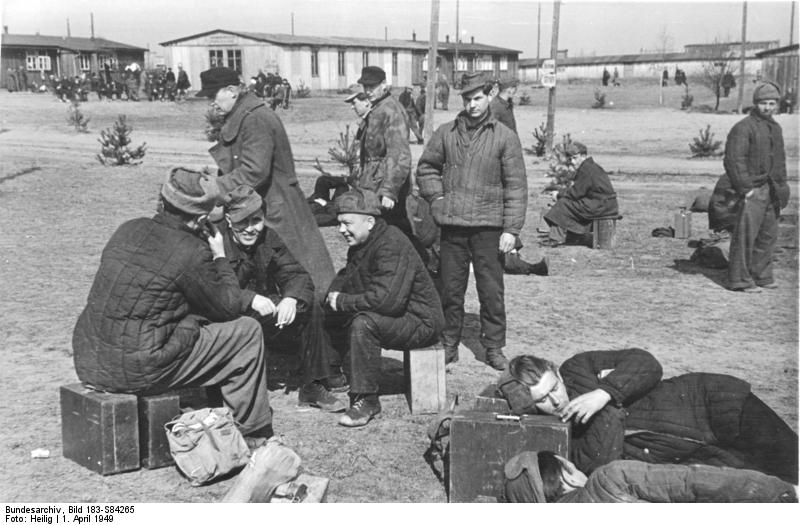
Un grup de prizonieri de război germani eliberați recent așteaptă să fie repatriați în 1949.

Munca forțată a germanilor în Uniunea Sovietică a fost considerată de către Uniunea Sovietică ca fiind parte a despăgubirilor de război germane pentru distrugerile provocate de Germania Nazistă în de puterile Axei în timpul celui de-al Doilea Război Mondial (1941-1945). Autoritățile sovietice au deportat civili de etnie germană din Germania și Europa de Est în URSS după al doua conflagrație mondială ca să presteze muncă forțată, în timp ce etnici germani care locuiau în URSS au fost deportați în timpul celui de-al Doilea Război Mondial și mobilizați pentru muncă forțată.
Prizonierii de război germani au fost de asemenea folosiți ca sursă de muncă forțată în timpul și după încheierea războiului, atât de Uniunea Sovietică cât și de Aliații occidentali.
Germania nazistă a folosit munca forțată a persoanelor din teritoriile ocupate în timpul războiului. În 1940, naziștii au inițiat un proiect masiv de înrobire a cetățenilor din țările est-europene pentru folosirea lor la munca forțată în fabricile și exploatările agricole germane. Guvernul sovietic a propus utilizarea muncii germane ca despăgubire de război încă din 1943 și a ridicat din nou problema la Conferința de la Ialta din februarie 1945. NKVD-ul a preluat rolul principal în deportări prin intermediul departamentului său, Direcția Generală pentru Prizonierii de Război și Internați (GUPVI).
Informațiile despre munca forțată a germanilor în Uniunea Sovietică au fost cenzurate în Blocul răsăritean până după destrămarea Uniunii Sovietice din 1991. Cu toate acestea, în Lumea occidentală erau cunoscute informațiile despre munca forțată a germanilor în Uniunea Sovietică din relatările publicate în Germania de Vest și din amintirile internaților. Multă vreme, istoricii au citat doar sursele germane cu privire la munca forțată în URSS. Statisticile privind utilizarea muncii civililor germani de către sovietici sunt diferite și de multe ori contradictorii. Acest articol prezintă datele statistice publicate de Comisia Schieder din Germania de Vest (1951-1961), Crucea Roșie Germană, raportul Arhivelor Federale Germane și de un studiu realizat de Gerhard Reichling (un angajat al Oficiului Federal de Statistică al Germaniei).
Date statistice recent declasificate din arhivele sovietice privind utilizarea muncii civile germane în perioada stalinistă au fost publicate în cartea  Împotriva voinței lor  (rusă « Не по своей воле », 2001).

## Dezvăluiri recente din arhivele sovietice
După destrămarea Uniunii Sovietice, arhivele sovietice au fost accesibile cercetătorilor. Cercetătorul rus Pavel Polian a publicat în 2001 o relatare a deportărilor în timpul erei sovietice,  Împotriva voinței lor . Studiul lui Polian a detaliat statisticile sovietice privind folosirea muncii forțate a civililor germani în epoca lui Stalin.
În 1943, Ivan Maiski, ambasadorul sovietic în Regatul Unit, a primit ordiunul de la guvernul său să formeze un grup de lucru pentru problema depăgubirilor postbelice plătite de Germania. Raportul lui Maiski din august 1944 propunea folosirea muncii civililor germani în URSS ca parte a despăgubirilor de război. În timpul Conferinței de la Ialta, delegația sovietică a afirmat în fața aliaților occidentali că Uniunea Sovietică intenționează să folosească munca civililor germani ca parte a despăgubirilor de război. Cu această ocazie, delegațiile americană și britanică nu au ridicat nicio obiecție la pretențiile sovietice.
În vara anului 1944, Armata sovietică a ajuns în regiunea Balcanilor, unde exista o numeroasă minoritate germană. Prin Ordinul 7161 al  GKO din 16 decembrie, a cerut responsabililor militari să interneze toți bărbații valizi germanii cu vârsta între 17 și 45 de an și femeile între 18 și 30 de ani, cu domiciliul pe teritoriile României (67.332 de persoane), Ungariei (31.920 de persoane), Iugoslaviei (12.579 de persoane), care se aflau sub controlul Armatei Roșii. În consecință, 111.831 de etnici germani adulți valizi (61.375 bărbați și 50.456 femei) din România, Iugoslavia și Ungaria au fost deportați pentru muncă forțată în URSS.

În timpul campaniei militare din 1945 din Polonia, Uniunea Sovietică a internat suspecți membri ai Partidului Nazist și oficiali guvernamentali în tabere din zonele ocupate de sovietici la est de linia Oder-Neisse. Persoanele deținute în aceste tabere de scurtă durată la est de linie au fost ulterior transferate pentru muncă forțată în lagărele speciale ale NKVD-ului din zona de ocupație sovietică din Germania sau din Uniunea Sovietică. Până în mai 1945, NKVD a selectat în vederea deportării în URSS pentru muncă forțată 66.152 de civili germani, care ori fuseseră membri ai Partidului Nazist, ori ocupaseră funcții oficiale guvernamentale, precum și 89.110 adulți valizi (majoritatea bărbați). La începutul anului 1947, sovieticii au trimis pentru muncă forțată în URSS încă 4.579 de germani din zona de ocupație sovietică.

Sovieticii au clasificat civilii internați în două grupuri. Primul grup, format din 205.520 de persoane, era cel al „internaților mobilizați”, format din adulți apți de muncă. Al doilea grup, format din 66.152 de persoane, era cel al „internaților arestați”, format din membri ai Partidului Nazist, oficiali ai guvernului german și agenți de poliție, precum și alții indivizi considerați ca fiind o amenințare pentru sovietici. Documentele sovietice amintesc de repatrierea din lagărele de muncă a 21.061 de cetățeni polonezi, ceea ce indică faptul că nu toți internații erau etnici germani și unii ar fi putut fi etnici polonezi.
Sovieticii au trimis aproximativ trei sferturi dintre muncitori în Donbas, ca să lucreze la reconstrucția industriei grele și a minelor, iar aproximativ 11% în zona industrială a Munților Ural. Muncitorii au fost încartiruiți în lagăre de muncă, sub pază armată. Condițiile de muncă și de viață au fost foarte grele și, conform datelor sovietice, aproximativ 24% dintre cei internați au murit. Munca forțată s-a dovedit a fi ineficientă și neprofitabilă, deoarece multe femei și bărbați mai în vârstă nu au fost apți pentru munca grea. Repatrierea deportaților pentru muncă a început încă din 1945 și aproape toți internații fuseseră eliberați până în 1950.
Civili de etnie germană internați de URSS - date sovietice din arhivele rusești
| Țara                                              | Număr   |
| ------------------------------------------------- | ------- |
| Fostele teritorii estice ale Germaniei și Polonia | 155.262 |
| România                                           | 67.332  |
| Ungaria                                           | 31.920  |
| Iugoslavia                                        | 12.579  |
| Zona de ocupație sovietică din Germania           | 4.579   |
| Total internați                                   | 271.672 |
| Repatriați până în decembrie 1949                 | 201.46  |
| Decedați sau „retrași altfel”                     | 66.456  |
| Încă deținuți în decembrie 1949                   | 3.752   |

Informațiile sunt preluate din lucrarea lui Pavel Polian, Împotriva voinței lor

1. Țara indică locul în care au fost recrutați persoanele, nu cetățenia. 
2. Cei 201.464 internați care au supraviețuit erau cetățeni ai următoarelor națiuni - Germania 77.692; România 61.072; Ungaria 29.101; Polonia 21.061; Iugoslavia 9.034; Cehoslovacia 2.378; Austria 199; Bulgaria și alte țări 927.
3. Cifrele nu includ civilii germani internați în Regiunea Kaliningrad, fosta Prusie Răsăriteană.
4. Cifrele nu includ „repatriații” și „recolonizații forțați”  etnici germani din Uniunea Sovietică, care fuseseră relocați de autoritățile germane în Polonia în timpul războiului. Aceștia au fost repatriați în URSS.
5. Cifrele nu incluz și prizonierii militari de război.
6. Încă deținuți în decembrie 1949 sunt persoanele condamnate de tribunalele militare sovietice și deținute în închisoarile administrate de MVD în Uniunea Sovietică .
Datorită deschiderii arhivelor rusești, soarta unora dintre acești civili este cunoscută acum. Până la sfârșitul anului 1996, Crucea Roșie Germană primise din Rusia 199.000 de dosare ale civililor germani deportați, care fuseseră fie repatriați, fie muriseră în captivitate sovietică. De exemplu, dosarul lui Pauline Gölner arată că ea s-a născut în 1926 în  Wolkendorf în Transilvania, a fost arestată pe 15 ianuarie 1945 și trimisă la muncă forțată în minele de cărbune din Ucraina. Ea a murit în Ucraina la doar 23 de ani, pe 26 februarie 1949.
În prezent, se desfășoară un program de cercetare al specialiștilor din Rusia și Germania.

## Deportarea și munca forțată a germanilor sovietici în timpul celei de-a doua conflagrații mondiale
Etnicii germani din Uniunea Sovietică au fost considerați o amenințare pentru securitatea statului și au fost deportați în timpul războiului pentru ca să prevină o posibilă colaborare a lor cu invadatorul nazist. Guvernul sovietic a ordonat în august 1941 deportarea etnicilor germani din teritoriile europene ale URSS-ului. La începutul anului 1942, 1.031.300 de germani fuseseră deportați în Asia Centrală și Siberia. În anul 1945, sovieticii au mai deportat în așezări speciale încă 203.796 de etnici germani sovietici, care fuseseră mai înainte colonizați de naziști în Polonia. În timpul războiului, lipsa de alimente a afectat populația întreagii Uniuni Sovietice și în special pe cei din cadrul așezărilor speciale. Viața în așezările speciale a fost dură: hrana era limitată, iar populația deportată era guvernată de reglementări stricte. Conform datelor din arhivele sovietice, până în octombrie 1945, 687.300 de germani mai erau în viață în așezările speciale, iar încă 316.600 de germani sovietici au servit au fost mobilizați pentru muncă obligatorie în timpul războiului în coloanele de muncă NKVD, așa-numita „armată a muncii”. Germanii sovietici nu au fost acceptați în forțele armate regulate, ci au fost mobilizați în schimb în unitățile de muncă. Membrii „armatei muncii” au respectat reglementările lagărelor de muncă și au primit rațiile alimentare specifice celor internați  în  GULAG.
NKVD-ul a evaluat populația de etnie germană din așezările speciale la 1.035.701 persoane. Potrivit lui J. Otto Pohl, 65.599 de germani au murit în așezările speciale, iar alți 176.352 de persoane, pentru care nu există înregistrări în documentele oficiale, „au murit probabil în armata muncii”. În perioada stalinistă, germanii sovietici au continuat să fie obligați să locuiască sub strictă supraveghere în așezările speciale. În 1955, ei au fost reabilitați, dar nu li s-a permis să se întoarcă în regiunea europeană a Uniunii Sovietice până în 1972. Populația germană sovietică a crescut în ciuda deportărilor și a muncii forțate din timpul războiului. La recensământul sovietic din 1939, populația germană era de 1,427 milioane, pentru ca, în 1959, aceasta să crească la 1,619 milioane.

## Comisia Schieder
Comisa guvernamentală creată de guvernul federal vest german (Comisia Schieder) în deceniul al șaselea al secolului trecut a cercetat transferurile populației germane din Europa Centrală și Răsăriteană după încheierea războiului. Președintele comisiei a fost Theodor Schieder, in fost membru reabilitat al Partidului Nazist. În 1952, Schieder a fost ales de guvernul vest german să conducă comisia care avea să verifice cu ajutorul documentelor soarta germanilor din estul Europei. 
Comisia Schieder a lucrat în perioada 1953-1961 pentru estimarea numărului civililor care au murit în timpul expulzărilor și a celor care au fost deportați în Uniunea Sovietică pentru muncă forțată. Aceste estimări sunt în continuare citate în cercetările mai noi ale expulzării și deportărilor.
Mai jos sunt prezentate pe scurt cifrele publicate de comisia Schieder în perioada 1953 - 1961 DOAR pentru germanii obligați să efectueze muncă forțată. Cifrele sunt estimări aproximative și nu se bazează pe înregistrări oficiale.
- Fostele teritorii estice ale Germaniei — 218.000 de civili germani au fost deportați în URSS și între 100.000 și 125.000 au murit.[31]
- România]] — 75.000 de civili germani au fost deportați în URSS și 15% dintre ei (10.000) nu s-au mai întors.[32]
- Ungaria — Între 30.000 și 35.000 de civili germani au fost deportați în URSS, iar numărul morților a fost de 6.000.[33]
- Iugoslavia — Între 27.000 și 35.000 de civili germani au fost deportați în URSS, iar numărul morților a fost de 4.500 - 5.000.[34]

## Estimările Crucii Roșii Germane
Serviciul vest german de căutare a colaborat cu Crucea Roșie Germană ca să dea de urma civililor germani deportați în URSS și să estimeze numărul celor care au murit. Rezultatele acestor eforturi ale vestgermanilor pentru urmărirea soartei celor deportați au fost detaliate într-un studiu al lui Kurt Böhme publicat în 1965. Numărul de deportați a fost determinat prin estimarea numărului de persoane trimise în URSS și nu a fost bazat pe o numărătoare efectivă. The work of the German Search Service to trace the fates of civilians in eastern Europe was only partially successful. Cifrele pentru numărul celor deportați sau morți au fost estimări aproximative și nu s-a bazat întotdeauna pe rapoarte confirmate. La 30 septembrie 1964, Serviciul de căutare a adunat informații despre 504.153 de civili germani internați în URSS (217.827 erau încă în viață în 1964, 154.449 s-au întors acasă, 85.145 au fost dispăruți și 46.732 au fost confirmați morți în timpul prestării muncii forțate).
Cifrele Crucii Roșii Germane sunt citate în unele articole în limba engleză cu privire la soarta civililor germani deportați în URSS.
Munca forțată a civililor germani – estimări ale Crucii Roșii Germane în 1964
| Descriere                                   | Numărul deportaților | Rata mortalității | Morți și dipăruți |
| ------------------------------------------- | -------------------- | ----------------- | ----------------- |
| A. „Deportați pentru despăgubiri de război” | 375.000              | 45,0%             | 169.000           |
| B. Muncă forțată în Regiunea Kaliningrad    | 110,000              | 45,0%             | 50.000            |
| C. „Repatriere forțată” și „recolonizare”   | 300.000              | 37,0%             | 111.000           |
| D. Civili deținuți ca prizonieri de război  | 45.000               | 22,2%             | 10.000            |
| E. „Serviciul forțat”                       | 26.000               | 0,4%              | 100               |
| F. Locuitori din Klaipėda (Memel)           | 10.500               | 9,5%              | 1.000             |
| G. „Prizonieri de război condamnați”        | 7.500                | 9,0%              | 700               |
| Total                                       | 874.000              | 39,0%             | 341.800           |

Note:
Următoarele categorii din raportul Crucii Roșii Germane sunt prezente și în statisticile rusești de mai sus.
A. Deportați pentru despăgubiri de război („reparationsverschleppte”) – civili etnici germani mobilizați pentru muncă în Uniunea Sovietică pentru repararea daunelor cauzate de germani în timpul războiului. Aceștia au fost originari din Fostele teritorii estice ale Germaniei și Polonia – 233.000, România – 80.000; Ungaria – 35. 000 și Iugoslavia – 27,000. Cea mai mare a supraviețuitorilor au fost eliberați până în 1950.
E. „Serviciu forțat” ( "Zwangsverpflichtete") – la sfârșitul anului 1946, 6.000 de muncitori calificați, în cea mai mare parte proveniți din Zona de ocupație sovietică, la care s-au adăugat 20.000 de membri ai familiilor lor, au fost recrutați pentru muncă în URSS cu  contracte pe timp de cinci ani. Au fost avut parte de condiții bune de viață. Ei au început să fie eliberați în 1950, iar ultimii s-au întors acasă în 1958.
Următoarele categorii din raportul Crucii Roșii Germane nu apar în statisticile rusești de mai sus.
B. Muncă forțată în Regiunea Kaliningrad – civili germani internați în fosta Prusie Răsăriteană. Cei mai mulți dintre supraviețuitori au fost eliberați în 1948.
C. „Repatriere forțată” și „recolonizare” ("Zwangrepatriierte"/"Vertragsumsiedler") – etnici germani din URSS care au fost recolonizați de guvernul nazist în Polonia în timpul războiului. Ei au fost repatriați în URSS.
D. Civili deținuți ca prizonieri de război — etnici germani din Fostele teritorii estice ale Germaniei și Polonia pe care autoritățile sovietice le clasificaseră ca prizonieri de război și fuseseră internați în lagăre de prizonieri.
F. Locuitori din Klaipėda (Memel) – etnici germani care rămăseseră în Klaipėda după încheierea războiului. Ei au fost deportați în URSS.
G. „Prizonieri de răzbi condamnați” (Strafgefangene) – prizonieri de război condamnați pentru crime de război, închiși în închisori sovietice. Ei au fost eliberați în 1955.

## Raportul Arhivelor Federale Germane
În 1969, guvernul federal al Germaniei de Vest a ordonat efectuarea de către Arhivele Federale Germane a unui studiu al pierderilor rezultate din expulzarea etnicilor germani. Studiul a fost finalizat în 1974. Studiul a estimat un total de 600.000 de decese cauzate de ceea ce a fost numit, în conformitate cu prevederile legislației vest-germane, „crime și cruzimi”. Definiția germană a crimelor a acoperit decesele confirmate cauzate de activitatea militară în campania din 1944-1945, precum și ucideri deliberate și decese estimate din cauza muncii forțate. Guvernul german a susținut că raportul a fost destinat doar să furnizeze documentație istorică, nu ca bază pentru acuzații penale în viitor. Cu toate acestea, în timpul Războiului rece, în Polonia și Cehoslovacia, aceste acuzații au fost privite ca o încercare de revanșă  și de modificare a frontierelor la situația interbelică. Autorii au susținut că cifrele lor reprezintă doar acele decese cauzate de acte violente și cruzimi inumane (Unmenschlichkeiten) și nu includ decesele postbelice cauzate de malnutriție și boli. De asemenea, autorii au susținut că nu sunt incluse acele persoane care au fost violate sau au suferit maltratări și nu au murit imediat. Nu s-au dat cifre pentru România și Ungaria.
Mai jos este prezentat un rezumat al numărului de decese estimat de raportul Arhivelor Federale Germane. Cifrele sunt estimări aproximative și nu se bazează pe o numărare reală a persoanelor deportate și a celor decedate.
 Decese civililor în raportu Arhivelor Federale Germane, 1974
| Descriere                                 | Total decese | Regiunea Oder-Neisse, Polonia | Cehoslovacia | Iugoslavia |
| ----------------------------------------- | ------------ | ----------------------------- | ------------ | ---------- |
| Muncă forțată – deportați în URSS         | 205.000      | 200.000                       | -            | 5.000      |
| Muncă forțată -Regiunea Kaliningrad       | 40.000       | 40.000                        | -            | -          |
| Intenați postbelici în lagăre             | 227.000      | 60.000                        | 100.000      | 67.000     |
| Moartă violentă în timpul războiului 1945 | 138.000      | 100.000                       | 30.000       | 8.000      |
| Total                                     | 610.000      | 400.000                       | 130.000      | 80.000     |

 Următoarele categorii din raportul Arhvelor Federale Germane sunt prezente și în statisticile rusești de mai sus.
A. Deportații din Fostele teritorii estice ale Germaniei și Polonia pentru muncă forțată în URSS - peste 400.000 de civili deportați în Uniunea Sovietică, din care raportul a estimat că aproximativ 200.000 de oameni au decedat. Autorul studiului și-a bazat estimările pe cifrele raportului Crucii Roșii Germane de mai sus.
B. Deportați din Iugoslavia pentru muncă forțată în URSS – între 27.000 și 30.000 de civili deportați în Uniunea Sovietică, din care 5.000 au  murit.
C. Studiul Arhivelor Federale Germane nu include cifre pentru România și Ungaria.
 Următoarele categorii din raportul Arhivelor Federale Germane nu apar în statisticile rusești de mai sus.
D. Lagărele de muncă din nordul Prusiei Răsăritene (Regiunea Kaliningrad – 110.000 persoane deținute de autoritățile sovietice. Raportul a estimat că 40.000 de persoane au decedat.
E. Deținuți în lagăre de internare în Polonia postbelică – raportul Arhivelor Federale Germane a estimat că 60.000 din cei 200.000 de germani internați au murit. Raportul a menționat că etnicii germani din Polonia interbelicăau fost considerați „trădători ai națiunii” și au fost condamnați la muncă forțată.
F. 67.000 de etnici germani decedați în lagărele de internare iugoslave.
G. 100.000 de etnici germani din Cehoslovacia internați în lagăre.
H. Raportul a estimat de asemenea că 138.000 de civili germani au suferit o moarte violentă în timpul campaniei din 1944-1945: 100.000 în Polonia, 30.000 în Cehoslovacia și 8.000 în Iugoslavia.

## Studiul lui Gerhard Reichling
Fundația Expulzaților Germanilor (Kulturstiftung der deutschen Vertriebenen) a publicat în 1986 studiul cercetătorului german Gerhard Reichling a publicat un studiu privind etnicii germani supuși muncii forțate sau expulzării. Reichling a fost angajatul Biroului Federal de Statistică, care fusese implicat în studiile legate de expulzările germanilor încă din 1953. Cifrele lui Reichling sunt bazate pe calcule proprii, ele sunt estimări și nu sunt bazate pe numărarea efectivă a celor decedați. Kurt Horstmann, responsabil al Arhivelor Federale Germane, a scris introducerea studiului, lăudând munca lui Reichling
.
| Descriere                       | Deportați | Decedați |
| ------------------------------- | --------- | -------- |
| Germania (frontierele din 1937) | 400.000   | 160.000  |
| Polonia (frontierele din 1939)  | 112.000   | 40.000   |
| Danzig                          | 10.000    | 5.000    |
| Cehoslovacia                    | 30.000    | 4.000    |
| Statele baltice                 | 19.000    | 8.000    |
| Ungaria                         | 30.000    | 10.000   |
| România                         | 89.000    | 33.000   |
| Iugoslavia                      | 40.000    | 10.000   |
| URSS                            | 980.000   | 310.000  |
| Total                           | 1.710.000 | 580.000  |

 Următoarele categorii din raportul lui Reichling sunt prezente și în statisticile rusești de mai sus.
A. Deportați din Europa Răsăriteană în URSS ca despăgubiri de război în 1945-1950, un total de 600.000 de oameni. (Germania (frontierele din 1937) 400.000; Danzig 10.000, Cehoslovacia 30.000; Statele baltice 10.000; Ungaria 30.000; România 80.000; Iugoslavia 40.000.) Total decedați 224.000  (Germania (frontierele din 1937)160.000; Danzig 5.000. Cehoslovacia 3.000; Statele baltice 6.000; Ungaria 10.000; România 30.000; Iugoslavia 10.000.)
 Următoarele categorii din raportul lui Reichling nu sunt prezente și în statisticile rusești de mai sus.
B. „Repatriere forțată” și „recolonizare” – etnici germani sovietici repatriați în URSS după încheierea războiului. Au fost deportați în total 310.000 de oameni (URSS 280.000; Statele baltice 9.000; Polonia 12.000; România 9.000) Total decedați 110.000 (URSS 100.000; Statele baltice 3.000; Polonia 4.000; România 3.000)
C. Germani sovietici deportați în URSS în perioada 1941-1942 – Au fost deportați în total 700.000 de oameni din care 210.000 au murit.
D. Germani care au efectuat muncă forțată în Polonia postbelică în perioada 1945-1950 – în total 100.000 de oameni, din care 36.000 au murit.

## Experții și oamenii de știință
Uniunea Sovietică au exploatat competențele tehnice ale specialiștilor germani care au locuit în Zona de ocupație sovietică din Germania, dar și a expereților care erau prizonieri de război în lagărele din URSS. În 1946, NKVD-ul a deportat din Germania Răsăriteană „câteva sute” de experți germani anume aleși, care să lucreze în URSS. Ei au trăit în condiții bune în deportare și cei mai mulți au fost eliberați până în 1948. Ei au lucrat în industria aeronautică și în dezvoltarea submarinelor. Câțiva specialiști dintre aceștia au mai rămas în Uniunea Sovietică până la începutul deceniului al șaselea. Printre aceștia s-au aflat oamenii de știință germani care au lucrat la dezvoltarea  rachetelor balistice. Unul dintre acești specialiști a fost Helmut Gröttrup. Ei nu au fost direct implicați în programul de dezvoltare a rachetelor balistice, ci au lucrat pe post de consultanți pentru specialiștii sovietici. 
Manfred von Ardenne a lucrat în cadrul  programului de dezvoltare a bombei nucleare, fiindu-i decernat Premiul Stalin.

## Prizonierii de război
Munca forțată a fost de asemenea o prevedere inclusă în proiectul Planului Morgenthau din septembrie 1944 și a fost în cele din urmă inclusă în protocolul final al Conferinței de la Ialta. Uniunea Sovietică și aliații occidentali au folosit munca prizonierilor de război germanii până în 1949.

Uniunea Sovietică s-a folosit de munca forțată a prizonierilor germani de război în timpul și după încheierea războiului. Istoricul militar rus Grigori Krivoșeev a stabilit în studiul său din 1993, în care s-a folosit de documentele din arhivele sovietice, că în Uniunea Sovietică au fost 2.389.600 de cetățeni germani prizonieri de război, din care 450.600 au murit – 356.700 în lagărele NKVD-ului și 93.900 în timpul tansportului. La aceștia au mai fost adăugați 182.000 de prizonieri austrieci.  Într-o ediție revizuită a lucrării sale din 2001, Krivoșeev a actualizat cifrele la 2.733.739 prizonieri de război (din cadrul Wehrmachtului și al aliților Germaniei), iar numărul decedaților la 381.067.  Aceste cifre sunt contestate de surse din vest, care dau un număr mai mare de prizonieri capturați și estimează că pierderile pot fi mai mari decât cele raportate de URSS. Istoricul britanic Richard Overy consideră în lucrarea sa The Dictators: Hitler's Germany and Stalin's Russia că numărul total al prizonierilor de război germani capturați de Uniunea Sovietică este de 2.880.000, din care au murit 356.000 died. However, in his Russia's War Richard Overy afirmă că în conformitate cu sursele lui Rurrian, 356.000 dintre cei 2.388.000 prizonieri de război au murit în lagărele sovietice.

Proiectul de cercetare al istoricului militar german Rüdiger Overmans a confirmat că 363.000 de prizonieri germani de război au murit în custodia sovieticilor. El a citat statisticile Comisiei Maschke, care a apreciat că numărul prizonierilor germani capturați de sovietici s-a ridicat la 3.060.000, din care 1.090.000 au murit în captivitate. În plus, Overmans consideră că este foarte probabil, deși nu poate fi dovedit, că aproximativ 700.000 de militari germani, care sunt declarați dispăruți în misiune, sunt de fapt morți în custodica sovieticilor. Overmans apreciază că numărul „maxim” al prizonierilor de război germani în URSS care au murit în timpul detenției se ridică la 1 milion de oameni, cu mențiunea că printre cei declarați dispăruți sunt mulți militari care au murit ca prizonieri de război în lagărele sovietice.

## Vedeți și:
- Ostarbeiter
- Munca forțată a ungurilor în Uniunea Sovietică
- Împotriva voinței lor... O istorie și geografie a migrației forțate în URSS, este un studiu istoric al lui Pavel Polian, carte publicată de Societatea Memorial.
- Deportarea germanilor din România în Uniunea Sovietică
- Leagănul respirației, romanul din 2009 al laureatului cu premiul Nobel, Herta Müller
- Planul Morgenthau, un plan de împărțire a Germaniei după cel de-al Doilea Război Mondial, care impunea măsuri dure cu intenția de a înlătura posibilitatea Germaniei de a mai declanșa un război.
- Până unde mă vor duce picioarele

## Resurse internet
- Against Their Will: The History and Geography of Forced Migrations in the USSR
- [http://www.nationalarchives.gov.uk/documents/cab_195_3_transcript.pdf Transcrieri ale discuțiilor din Cabinetul de război britanic furnizate de Arhivele Naționale ale Regatul Unit. La reuniunile din 18 mai 1945 și 11 iunie 1945 s-au discutat prevederile pentru munca forțată din protocolul de la Ialta și despre valoarea muncii lucrătorilor.